# 香港及澳門澳洲商會

香港澳洲商會（英語：The Australian Chamber of Commerce Hong Kong，簡稱AustCham Hong Kong）於1987年成立，目的為促進會員的商務發展及商機網絡。
它是澳洲以外最大的澳洲商會組織、香港地區中第二大的國際商會，反映出澳洲商務於大中華的強勁增長。在過去的26年，香港澳洲商會已發展至擁有約1,500名會員並代表超過500家澳洲公司。香港的澳洲社群接近80,000人。
香港澳洲商會的高層代表均是香港及澳洲主要澳資機構中負責本地及國際業務的高層人仕。會員代表所有主要的工業及服務機構包括﹕銀行業、法律事務、會計業、電腦科技業、財經事務、建造及基建、酒店業、旅遊業、貿易及製造業。香港及澳門澳洲商會會員機構於香港僱用超過200,000名人士，佔勞動人口百分之六點二。
香港澳洲商會代表會員向政府部門及位於香港、澳洲及中國的其他機構反映他們圴見解和興趣。
商會是國際商業委員會International Business Committee (IBC)的活躍會員，該會由各主要國際商會及商業機構領袖組成，並定期會見政務司司長及其他政府高層官員。香港澳洲商會亦同時為各國際商會組成的非緊密組織InterCham的活躍會員。
外國駐港商會珠三角委員會由28個駐港國際商會組成框架會員，並成立工作組。會員包括﹕香港澳洲商會、香港丹麥商會、香港荷蘭商會、香港法國工商會、香港紐西蘭商會、香港新加坡商會、香港日本人商工會議所及香港瑞典商會等。外國駐港商會珠三角委員會框架會員代表了超過3000所本地及國際機構。
香港澳洲商會乃支持澳洲社群委員會Support Australia Group (SAG)的活躍會員。此委員會包括香港澳洲商會、澳洲商務處、澳洲駐香港總領事館、香港澳洲華人協會、香港澳洲國際學校、澳洲會計師公司、澳洲學生會聯會、澳洲駐香港旅遊局等。
商會於香港擁有超過5,000名資深的決策活躍非會員及商家，他們來自政府、各主要國際商會及商業機構、公司、學術機構及媒體。
香港澳洲商會擁有由超過150及義務人員組成的委員會，每月於例會中籌辦項目及更新工業資訊，並且討論有關他們相關的工商業事情。接近百分之十五之會員活躍於以下各個委員會﹕建造業、物業及基建、人力資源、持續發展、財務、法律及稅務、媒體及市場推廣及科技。
商會維持全方位項目為會員提供他們有興趣的相關資訊；以至提供廣闊的人際網絡予會員認識各界專業人士以便發展他們的業務。

## 刊物
香港及澳門澳洲商會出版一份月刊 《austcham news》。

## 外部連結
- 香港及澳門澳洲商會官方網頁 （页面存档备份，存于）